# Ordre de Skanderbeg
L'ordre de Skanderbeg (en albanais : Urdhëri i Skënderbeut) est un ordre chevaleresque du royaume d'Albanie et a ensuite fait partie du patrimoine du royaume d'Italie lorsque l'Albanie est devenue une colonie. Après 1943, il est devenu un ordre dynastique de la maison Zogu, puis un ordre de la république d'Albanie.

## Historique
L'Ordre a été fondé en 1925 par le président albanais de l'époque, Ahmed Bey Zogu (qui se proclamera roi des Albanais le 1er septembre 1928, prenant le nom de Zog Ier d'Albanie). L'Ordre est dédié au héros national albanais Giorgio Castriota Skanderbeg (1414-1468), qui a libéré son pays de la domination turque. Au moment de sa fondation, l'ordre comptait quatre classes : chevalier de grande-croix, grand officier, commandeur et chevalier.
En 1939, l'Italie de Mussolini attaque et conquiert le royaume d'Albanie, l'incorporant à l'Empire italien. En 1940, l'ordre a été modifié et une cinquième classe a été ajoutée : Officier.
De 1946, à la fin de la Seconde Guerre mondiale, à 1990, l'Albanie est devenue un État national-communiste extrêmement isolationniste, stalinien et antirévisionniste, dirigé par le dictateur Enver Hoxha, de 1946 à 1985, et par Ramiz Alia, jusqu'en 1992. L'Ordre changea complètement, ne comportant plus que trois classes et prenant l'apparence des étoiles classiques des ordres de chevalerie soviétiques.
Après la chute du régime communiste, l'Albanie a créé un nouvel ordre de Skanderbeg, qui est toujours décerné aujourd'hui.

## Décorations

### Royaume d'Albanie
- Chevalier : La médaille représente un aigle bicéphale albanais, doré et émaillé en rouge, avec un disque central doré. Le centre du disque est émaillé de bleu et chargé du casque doré de Scanderbeg, et entouré d'une guirlande de feuilles émaillées de vert. La médaille est accrochée à un ruban et placée sur le côté gauche de la poitrine.
- Commandeur  : La médaille présente les mêmes caractéristiques que la médaille de chevalier, à l'exception de la présence d'une étoile d'or entre les deux têtes de l'aigle. La médaille est accrochée à un ruban et portée autour du cou.
- Grand Officier : La médaille est portée sur un ruban, autour du cou, et présente les mêmes caractéristiques que la médaille de commandeur. En plus de la médaille, il y a également une plaque composée d'une étoile blanche chargée sur une guirlande de feuilles émaillées vertes. Au centre de la guirlande se trouvent deux cimeterres croisés. L'étoile comporte un disque central en or représentant un aigle à deux têtes. La plaque est surmontée du casque d'or de Scanderbeg, avec quatre drapeaux latéraux.
- Chevalier de grand-croix : la médaille est accrochée à un brassard d'épaule, de droite à gauche. En plus de la ceinture, il y a une plaque d'étoile à huit branches chargée, au centre, d'un disque ayant les mêmes caractéristiques que le disque central de la médaille[1].

### Royaume d'Albanie italien
- Chevalier : La médaille est représentée par un aigle bicéphale albanais, doré et émaillé de rouge, avec un disque central doré. Le centre du disque est émaillé de bleu et chargé du casque d'or de Scanderbeg, tourné horizontalement par rapport aux insignes du royaume d'Albanie, et entouré d'un cercle émaillé de vert et chargé d'une couronne de nœuds de Savoie. La médaille est accrochée à un ruban et placée sur le côté gauche de la poitrine.
- Officier : La médaille est la même que celle du chevalier. A la médaille s'ajoute une plaque composée d'une étoile blanche chargée sur une guirlande émaillée en vert et chargée de nœuds de Savoie, des lettres FERT et de deux licteurs croisés, à la base du cercle. Au centre de la guirlande figurent deux cimeterres croisés. L'étoile comporte un disque central représentant un aigle bicéphale. La plaque est surmontée du casque de Scanderbeg, tourné horizontalement par rapport aux insignes du royaume d'Albanie, et comporte quatre drapeaux latéraux.
- Commandeur : La médaille présente les mêmes caractéristiques que la médaille de chevalier, à l'exception de la présence d'une étoile d'or entre les deux têtes de l'aigle. La médaille est accrochée à un ruban et portée autour du cou.
- Grand officier : La médaille est portée sur un ruban, autour du cou, et présente les mêmes caractéristiques que la médaille du commandeur. En plus de la citation, il y a aussi la plaque utilisée par la classe des officiers.
- Chevalier grand-croix : La médaille est suspendue à une ceinture, de droite à gauche. En plus de l'écharpe, il y a une plaque d'étoile à huit branches chargée, au centre, d'un disque qui a les mêmes caractéristiques que le disque central de la médaille[2].

|           |          |            |                |             |
| Rubans    |          |            |                |             |
| Chevalier | Officier | Commandeur | Grand Officier | Grand-croix |

### République d'Albanie
- Troisième classe : la plaque est composée de deux étoiles à cinq branches chargées l'une sur l'autre, formant une étoile à dix branches. La plaque de l'étoile est chargée d'une étoile avec un disque au centre représentant le profil de Scanderbeg. L'étoile avec le disque a une couronne de feuilles qui dépasse entre les cinq points. La plaque entière est argentée.
- Deuxième classe : la plaque a le même aspect que la plaque de troisième classe, à la différence que l'étoile centrale est émaillée en rouge foncé et que la couronne de feuilles entre les cinq pointes de l'étoile est dorée.
- Première classe : la plaque présente les mêmes caractéristiques que la plaque de troisième classe, à la différence qu'elle est entièrement dorée, sauf que le disque central, représentant Scanderbeg, est argenté[3].

## Source
- (it) Cet article est partiellement ou en totalité issu de l’article de Wikipédia en italien intitulé « Ordine di Skanderbeg » (voir la liste des auteurs).